# سندی گولچ (کالیفرنیا)
سندی گولچ (به انگلیسی: Sandy Gulch) یک منطقهٔ مسکونی در ایالات متحده آمریکا است که در شهرستان کالاوراس، کالیفرنیا واقع شده‌است. سندی گولچ ۴۲ نفر جمعیت دارد و ۷۹۰ متر بالاتر از سطح دریا واقع شده‌است.